# Petrorossia orientalis
Petrorossia orientalis är en tvåvingeart som beskrevs av Zaitzev 1988. Petrorossia orientalis ingår i släktet Petrorossia och familjen svävflugor. Inga underarter finns listade i Catalogue of Life.